# 周世宁
周世宁（1934年1月12日—），江苏扬州人，矿山瓦斯防治专家，中国煤矿瓦斯学科的开拓者和主要奠基人，中国工程院院士，现任中国矿业大学教授、博士生导师、中国煤炭工业技术委员会常务委员。

## 履历
1953年，毕业于中国矿业学院。1999年，当选中国工程院院士。